# Rancabango (Tarogong Kaler)
Rancabango is een bestuurslaag in het regentschap Garut van de provincie West-Java, Indonesië. Rancabango telt 10.850 inwoners (volkstelling 2010).